# ولتر أوين بنتلي
ولتر أوين بنتلي (بالإنجليزية: W. O. Bentley)‏ مواليد 16 سبتمبر 1888 في إنجلترا - الوفاة 13 أغسطس 1971 في إنجلترا، كان مهندس ومتسابق دراجات نارية إنجليزي. نافس في كأس جزيرة مان السياحية. كمهندس قام بتصميم المحركات للسيارات والطائرات.